# Pierre Desvages
Pierre Desvages, fue un ciclista francés, nacido el 19 de abril de 1867 en Le Mesnil-Villeman, Francia, siendo su data de defunción el 16 de enero de 1933.

## Palmarés
No tiene victorias destacables

## Resultados en el Tour de Francia
Durante su carrera deportiva ha conseguido los siguientes puestos en el Tour de Francia:
| Carrera         | 1903 | 1904 | 1905 | 1906 | 1907 | 1908 | 1909 | 1910 |
| --------------- | ---- | ---- | ---- | ---- | ---- | ---- | ---- | ---- |
| Tour de Francia | 20º  | Ab.  | Ab.  | Ab.  | Ab.  | Ab.  | Ab.  | Ab.  |